# بوچالما
بوچالما (انگلیسی: Bochalema)یک منطقه مسکونی در کشور کلمبیا است.